# Louey
 Louey  (en occitano Luei) es una comuna y población de Francia, en la región de Mediodía-Pirineos, departamento de Altos Pirineos, en el distrito de Tarbes y cantón de Ossun.
Su población en el censo de 1999 era de 912 habitantes. Forma parte de la aglomeración urbana de Juillan.
Está integrada en la Communauté de communes du Canton d'Ossun.

## Demografía
| 431 | 439 | 433 | 787 | 779 | 912 |
| Para los censos de 1962 a 1999 la población legal corresponde a la población sin duplicidades (Fuente: INSEE [Consultar]) |     |     |     |     |     |